# Kinematyka prosta
Kinematyka prosta (ang. forward kinematics, FK) – metoda animacji komputerowej złożonych obiektów stosowana w trójwymiarowej grafice komputerowej oraz w robotyce.
Podobnie jak w przypadku kinematyki odwrotnej (ang. inverse kinematics), w kinematyce prostej obiekty łączone są w hierarchie polegające na relacjach typu rodzic-dziecko. Ruchy obiektu-dziecka są zawsze wykonywane relatywnie do jego rodzica i, co za tym idzie, w przypadku ruchu rodzica, wszystkie jego obiekty-dzieci również wykonują ten sam ruch.
W odróżnieniu jednak od inverse kinematics, gdzie ruchy całości takiego złożonego obiektu nie są określane bezpośrednio, w kinematyce prostej dokładnie określa się ruchy poszczególnych obiektów składowych. Mając do dyspozycji np. szkielet kończyny górnej, aby wykonać prosty ruch w przestrzeni trójwymiarowej, należy animować po kolei każdą z kości odpowiedzialną za ramię, przedramię i dłoń. Z tego też względu bardziej efektywnym sposobem animacji jest kinematyka odwrotna, gdzie łańcuchom kości nadawane są dodatkowe właściwości (ograniczenia), automatyzujące proces ich ruchu.

## Algorytm

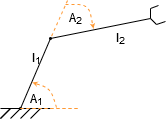
Schemat manipulatora plenarnego

Aby wyznaczyć kinematykę prostą manipulatora można wykorzystać w tym celu algorytm D-H. Poprzez złożenie przesunięć oraz rotacji wokół poszczególnych osi można wyznaczyć pozycję efektora. 
Można także w przypadku prostego manipulatora  wykorzystać funkcje trygonometryczne do wyznaczenia punktu końcowego.
{\displaystyle x_{0}=l_{1}\cdot \cos(A_{1})+l_{2}\cdot \cos(A_{1}\pm A_{2})}
{\displaystyle y_{0}=l_{1}\cdot \sin(A_{1})+l_{2}\cdot \sin(A_{1}\pm A_{2})}